# 西ダルフール州
西ダルフール州（にしダルフールしゅう、アラビア語: ولاية غرب دارفور Wilāyat Ḡarb Dārfūr、英語: West Darfur State）は、スーダンのダルフール地方の州。
面積は2.3万km²、2018年の推計人口は約102万人だった。
県都はジュナイナ。

## 地理
北から時計回りに
- チャド
- 北ダルフール州
- 中部ダルフール州

に接する。

## 歴史
- 2003年 - ダルフール紛争が勃発。2010年代後半まで武装闘争が継続した。
- 2012年1月10日 - 州南東部が分立し、中部ダルフール州となる[3]。
- 2021年4月 - サリート人とアラブ系部族との間で大規模な武力衝突が発生。数千人が避難を余儀なくされた。同月5日、スーダン政府は非常事態を宣言し、西ダルフール州に治安部隊を派遣した[4]。